# El Puesto (Jujuy)
El Puesto es una localidad argentina ubicada en el Departamento San Pedro de la Provincia de Jujuy. Presenta el aspecto de una isla rodeada por cañaverales pertenecientes al ingenio La Esperanza, 10 km al nordeste de San Pedro de Jujuy. Sus moradores trabajan mayoritariamente en la zafra de la caña de azúcar, habitando casas precarias y hacinadas. El ingenio construyó este tipo de barrios en varios lotes con materiales resistentes pero pequeñas y con baños comunitarios.
Cuenta con una escuela.